# Église Saint-Quentin de Saint-Quentin-de-la-Roche
Pour les articles homonymes, voir Église Saint-Quentin.
Ne doit pas être confondu avec Église Saint-Quentin de Soumont-Saint-Quentin.
L'ancienne église Saint-Quentin de Saint-Quentin-de-la-Roche, communément appelée chapelle du mont Joly, est une ancienne église paroissiale catholique située à Soumont-Saint-Quentin, en France.

## Localisation
L'église est située dans le département français du Calvados, dans le hameau de Saint-Quentin, sur le mont Joly, sur le territoire de Soumont-Saint-Quentin. Il s'agit de l'ancienne église paroissiale de Saint-Quentin-de-la-Roche, commune absorbée en 1833 par Tassilly, prenant alors le nom de Saint-Quentin-Tassilly, puis en 1854 par Soumont qui prend alors le nom de Soumont-Saint-Quentin.

## Historique
L'édifice est construit au XIIIe siècle.

## Architecture
La chapelle est inscrite au titre des monuments historiques depuis le 21 juin 1927.